# Ixora kurziana
Ixora kurziana là một loài thực vật có hoa trong họ Thiến thảo. Loài này được (Teijsm. & Binn.) Kurz mô tả khoa học đầu tiên năm 1876.